# Peter Tico Keller
Peter „Tico“ Keller (* 10. Februar 1942 in Turgi) ist ein Schweizer Jazzmusiker (Kontrabass) und Elektroingenieur.

## Leben und Wirken
Keller betätigte sich während seiner Lehre in Baden als Klavierspieler in Tanzbands, bevor er 1960 zum Bass wechselte. Er erlernte das Basspiel autodidaktisch. 
Über Radiosendungen des Soldatensenders AFN und von Lance Tschannen bei Radio Beromünster wurde sein Interesse für den Jazz geweckt. Er startete in den 1960er Jahren in regionalen Bands mit Dixieland, spielte dann aber zwischen 1970 und 1975 Ländlermusik. Seit 1980 spielt er Modern Jazz im Erich Gandet Quintet, das seit 2002 auch die Sängerin Marianne Benz begleitet. Seit 1992 leitete er sein eigenes Quartett Quartico. Auch wirkte er in verschiedenen Projekten der Tonic Strings ebenso mit wie mit den Jazz Travellers, der Vocal-Jazz-Gruppe AllThatJazz und dem Ismael Reinhardt Quartet. Er ist auch auf Plattenaufnahmen mit Liedermacher Dieter Wiesmann zu hören, den er zwischen 1980 und 1987 begleitete.
Weiterhin ist Keller als Bassrestaurateur und als Organisator von Jazzkonzerten tätig; er war etwa 15 Jahre im Vorstand des Verein Jazz in Baden, davon 4 Jahre als Präsident. 

## Diskographische Hinweise
- Erich Gandet Quintet The Groov(t)y Samba (Steiesel Records, 1999, mit Bruno Gandet, Hans Rothenbühler, Hannes Hänggli)
- Marianne Benz voc + Erich Gandet Quintet That Very Moment (Turicaphon Elite Special, 2003)

## Lexikalischer Eintrag
- Bruno Spoerri (Hrsg.):  Biografisches Lexikon des Schweizer Jazz CD-Beilage zu: Spoerri, Bruno (Hrsg.): Jazz in der Schweiz. Geschichte und Geschichten. Chronos-Verlag, Zürich 2005, ISBN 3-0340-0739-6